# Diocesi di Paranavaí
La diocesi di Paranavaí (in latino: Dioecesis Paranavaiensis) è una sede della Chiesa cattolica in Brasile suffraganea dell'arcidiocesi di Maringá. Nel 2021 contava 241.270 battezzati su 281.900 abitanti. È retta dal vescovo Mário Spaki.

## Territorio
La diocesi comprende 22 comuni nella parte occidentale dello stato brasiliano del Paraná: Paranavaí, Alto Paraná, Amaporã, Diamante do Norte, Guairaçá, Itaúna do Sul, Loanda, Marilena, Mirador, Nova Londrina, Paraíso do Norte, Planaltina do Paraná, Porto Rico, Querência do Norte, Santa Cruz de Monte Castelo, Santa Isabel do Ivaí, Santa Mônica, Santo Antônio do Caiuá, São Carlos do Ivaí, São Pedro do Paraná, Tamboara e Terra Rica.
Sede vescovile è la città di Paranavaí, dove si trova la cattedrale di Maria Madre della Chiesa.
Il territorio si estende su una superficie di 8.700 km² ed è suddiviso in 34 parrocchie, raggruppate in 3 decanati: Paranavaí, Paraíso do Norte e Loanda.

## Storia
La diocesi è stata eretta il 20 gennaio 1968 con la bolla Nil gratius di papa Paolo VI, ricavandone il territorio dalla diocesi di Maringá (oggi arcidiocesi).
Originariamente suffraganea dell'arcidiocesi di Curitiba, il 31 ottobre 1970 entrò a far parte della provincia ecclesiastica dell'arcidiocesi di Londrina e il 16 ottobre 1979 di quella dell'arcidiocesi di Maringá.

## Cronotassi dei vescovi
Si omettono i periodi di sede vacante non superiori ai 2 anni o non storicamente accertati.
- Benjamin de Souza Gomes † (11 marzo 1968 - 12 ottobre 1985 ritirato)
- Rubens Augusto de Souza Espínola † (12 ottobre 1985 - 3 dicembre 2003 ritirato)
- Sérgio Aparecido Colombo (3 dicembre 2003 - 16 settembre 2009 nominato vescovo di Bragança Paulista)
- Geremias Steinmetz (5 gennaio 2011 - 14 giugno 2017 nominato arcivescovo di Londrina)
- Mário Spaki, dal 25 aprile 2018

## Statistiche
La diocesi nel 2021 su una popolazione di 281.900 persone contava 241.270 battezzati, corrispondenti all'85,6% del totale.
| anno | popolazione | popolazione | popolazione | presbiteri | presbiteri | presbiteri | presbiteri                | diaconi | religiosi | religiosi | parrocchie |
| anno | battezzati  | totale      | %           | numero     | secolari   | regolari   | battezzati per presbitero | diaconi | uomini    | donne     | parrocchie |
| ---- | ----------- | ----------- | ----------- | ---------- | ---------- | ---------- | ------------------------- | ------- | --------- | --------- | ---------- |
| 1970 | ?           | 559.810     | ?           | 30         | 20         | 10         | ?                         |         | 12        |           | 17         |
| 1976 | 243.200     | 304.000     | 80,0        | 32         | 21         | 11         | 7.600                     |         | 11        | 49        | 21         |
| 1980 | 232.000     | 290.300     | 79,9        | 34         | 30         | 4          | 6.823                     |         | 4         | 46        | 22         |
| 1990 | 264.000     | 295.000     | 89,5        | 19         | 16         | 3          | 13.894                    |         | 20        | 55        | 28         |
| 1999 | 296.000     | 349.000     | 84,8        | 36         | 28         | 8          | 8.222                     |         | 8         | 72        | 29         |
| 2000 | 302.000     | 355.000     | 85,1        | 35         | 27         | 8          | 8.628                     |         | 8         | 67        | 30         |
| 2001 | 201.500     | 237.071     | 85,0        | 38         | 30         | 8          | 5.302                     |         | 8         | 68        | 30         |
| 2002 | 201.500     | 237.071     | 85,0        | 40         | 30         | 10         | 5.037                     |         | 38        | 62        | 34         |
| 2003 | 201.510     | 237.071     | 85,0        | 41         | 31         | 10         | 4.914                     |         | 39        | 59        | 34         |
| 2004 | 201.510     | 237.071     | 85,0        | 42         | 32         | 10         | 4.797                     |         | 10        | 56        | 35         |
| 2013 | 226.000     | 265.000     | 85,3        | 43         | 34         | 9          | 5.255                     |         | 23        | 44        | 35         |
| 2016 | 231.900     | 271.000     | 85,6        | 44         | 35         | 9          | 5.270                     |         | 22        | 46        | 35         |
| 2019 | 237.500     | 277.550     | 85,6        | 45         | 35         | 10         | 5.277                     |         | 23        | 39        | 34         |
| 2021 | 241.270     | 281.900     | 85,6        | 43         | 33         | 10         | 5.610                     |         | 23        | 51        | 34         |